# Angleški ligaški nogometni pokal
Angleški ligaški nogometni pokal (krajše Ligaški pokal, angleško Carling Cup ali League Cup) je vsakoletno nogometno klubsko pokalno tekmovanje v Angliji, ki poteka od leta 1960. Je eno dveh pokalnih tekmovanj v Angliji, drugo je FA pokal, ki ima daljšo tradicijo in velja za prestižnejšega. Za pokal tekmuje 92 ekip, 20 iz Premier League ter še 72 iz treh nižjih lig. Poteka po sistemu izločanja, razen v polfinalu se igra samo ena tekma, žreb pa določi domačo ekipo. Če je potrebno se odigra podaljške in kazenske strele. Najuspešnejši klub po številu osvojenih pokalov je Liverpool z osmimi.

## Zmagovalci pokala
8-kratni
- Liverpool

5-kratni
- Chelsea
- Aston Villa
- Manchester United

4-kratni
- Nottingham Forest
- Tottenham Hotspur
- Manchester City

3-kratni
- Leicester City

2-kratni
- Arsenal
- Birmingham City
- Norwich City
- Wolverhampton Wanderers

1-kratni
- Blackburn Rovers
- Leeds United
- Luton Town
- Middlesbrough
- Oxford United
- Queens Park Rangers
- Sheffield Wednesday
- Stoke City
- Swansea City
- Swindon Town
- West Bromwich Albion